# SEASONS (浜崎あゆみの曲)
「SEASONS」（シーズンズ）は、日本の歌手・浜崎あゆみの16thシングル。2000年6月7日にavex traxより発売。2000年8月10日にアナログ盤で再発売。

## 解説
「vogue」、「Far away」と続き、それから1か月足らずでのリリースとなった「絶望3部作」の3作目にあたるシングル。
前作同様、発売2ヶ月以上前から月9ドラマ「天気予報の恋人」に起用され、大量オンエアされていた。本人初のドラマ主題歌である。
10thシングル「A」以来となる初動売上50万枚を突破し、オリコン週間シングルチャートで2週連続1位。9thシングル「Boys & Girls」、10thシングル「A」に続き、3作目のミリオンセラーとなった。累計136.7万枚を売り上げ、自身2番目に高い売上を記録した。（ただし最大のヒットシングル「A」は4曲A面でアルバム扱いされるケースも多いため、実質1曲の作品としては浜崎の最大のヒット曲で代表曲の一つとなっている）
2000年の年間シングルCD売上ランキングにおいて5位を記録。『第42回日本レコード大賞』において優秀作品賞及び作詩賞を受賞した。この曲で同年の『NHK紅白歌合戦』に2度目の出場を果たしている。
2000年7月12日に、3部作のミュージック・ビデオなどを収めた「vogue Far away SEASONS」が発売された。
2017年1月1日にGACKTが「ネスカフェ ドルチェ グスト」累計販売台数200万台突破を記念し、本楽曲のカバーをミュージック・ビデオのみで公開した。
2025年6月7日には、発売25周年を迎えたのを機に、2000年から2024年までの「SEASONS」のライブパフォーマンス映像13本をまとめた動画『「SEASONS」COMPLETE 2000-2024』を公式YouTubeチャンネルで公開した。

## 収録曲

### CD
全曲作詞：ayumi hamasaki、作曲：D・A・I
1. SEASONS "Original Mix" [4:23]
編曲：Naoto Suzuki
フジテレビ系ドラマ『天気予報の恋人』主題歌
2. SEASONS "Acoustic Orchestra Version" [3:34]
編曲：Akimitsu Honma
フジテレビ系ドラマ『天気予報の恋人』挿入歌
『ayu-mi-x III Acoustic Orchestra Version』では別アレンジの「Acoustic Version」が収録されている。
3. TO BE "Acoustic Orchestra Version" [5:20]
編曲：Akimitsu Honma
フジテレビ系ドラマ『天気予報の恋人』挿入歌
『ayu-mi-x II version Acoustic Orchestra』からのリカット
4. SEASONS "so happy so sad mix" [6:56]
Remixed by Ram Doubler
5. SEASONS "Jonathan Peters' Radio Mix" [3:54]
Remixed by Jonathan Peters for Jonathan Peters Production
6. SEASONS "Rays of Light mix" [6:34]
Remix & additional production by Shuichi Ikebuchi
7. SEASONS "Neutralize:Final Attack Mix" [4:44]
Remixed by HIROKEY
8. SEASONS "D-Z BLUE SUNBEAM MIX" [6:18]
Remix Produced by C-NTALOW, K-ZILLOW / Remixed by D-Z
コーセー「VISEE（ヴィセ）偏光編」CMソング
9. SEASONS "Dub's Rain of duv Remix" [4:35]
Remixed by Izumi "D・M・X" Miyazaki
10. SEASONS "Original Mix -Instrumental-" [4:21]
11. ever free "HΛL'S MIX 2000" [4:18]
Remixed by HΛL
フジテレビ系ドラマ『天気予報の恋人』挿入歌

### アナログ盤
1. SEASONS "Jonathan Peters' Club Mix"
2. SEASONS "D-Z BLUE SUNBEAM MIX"
3. SEASONS "Original Mix"

## 収録アルバム
- SEASONS
  - 『Duty』
  - 『A BEST』
  - 『A BALLADS』(2003 ReBirth Mix)
  - 『A COMPLETE 〜ALL SINGLES〜』
  - 『A SUMMER BEST』
  - 『A THEME SONGS -Drama edition-』[8]
- TO BE "Acoustic Orchestra Version"
  - 『ayu-mi-x II version Acoustic Orchestra』
  - 『ayu-mi-x 4 + seIection Acoustic Orchestra Version』
- SEASONS "Jonathan Peters' Radio Mix"
  - 『ayu-mi-x III Non-Stop Mega Mix Version』(Jonathan Peters' Mix)

## 収録ライブ映像
- SEASONS
  - 『ayumi hamasaki concert tour 2000 A 第1幕』
  - 『ayumi hamasaki concert tour 2000 A 第2幕』
    - 『A 50 SINGLES 〜LIVE SELECTION〜』
    - 『ayumi hamasaki BEST LIVE BOX A』(A BEST TRACK LIST LIVE)

  - 『ayumi hamasaki countdown live 2000-2001 A』
  - 『ayumi hamasaki DOME TOUR 2001 A』
    - 『ayumi hamasaki BEST LIVE BOX A』(A BALLADS TRACK LIST LIVE)

  - 『ayumi hamasaki STADIUM TOUR 2002 A』
  - 『A museum 〜30th single collection live〜』
  - 『ayumi hamasaki ASIA TOUR 2007 A 〜Tour of Secret〜』
    - 『ayumi hamasaki BEST LIVE BOX A』(A SUMMER BEST (Disc.A) TRACK LIST LIVE)

  - 『ayumi hamasaki 〜POWER of MUSIC〜 2011 A LIMITED EDITION』
  - 『a-nation'06』(A SUMMER BEST)
  - 『a-nation online 2020』(Remember you)
  - 『TA LIMITED LIVE TOUR 2016』(ayumi hamasaki UNRELEASED LIVE BOX A)
  - 『ayumi hamasaki ARENA TOUR 2018 ～POWER of MUSIC 20th Anniversary～』(ayumi hamasaki UNRELEASED LIVE BOX A)